# 21 ربيع الأول
- السبت
- الأحد
- الاثنين
- الثلاثاء
- الأربعاء
- الخميس
- الجمعة

- 2731 أغسطس 2024
- 281 سبتمبر 2024
- 292 سبتمبر 2024
- 303 سبتمبر 2024
- 14 سبتمبر 2024
- 25 سبتمبر 2024
- 36 سبتمبر 2024
- 47 سبتمبر 2024
- 58 سبتمبر 2024
- 69 سبتمبر 2024
- 710 سبتمبر 2024
- 811 سبتمبر 2024
- 912 سبتمبر 2024
- 1013 سبتمبر 2024
- 1114 سبتمبر 2024
- 1215 سبتمبر 2024
- 1316 سبتمبر 2024
- 1417 سبتمبر 2024
- 1518 سبتمبر 2024
- 1619 سبتمبر 2024
- 1720 سبتمبر 2024
- 1821 سبتمبر 2024
- 1922 سبتمبر 2024
- 2023 سبتمبر 2024
- 2124 سبتمبر 2024
- 2225 سبتمبر 2024
- 2326 سبتمبر 2024
- 2427 سبتمبر 2024
- 2528 سبتمبر 2024
- 2629 سبتمبر 2024
- 2730 سبتمبر 2024
- 281 أكتوبر 2024
- 292 أكتوبر 2024
- 303 أكتوبر 2024
- 14 أكتوبر 2024

21 ربيع الأوَّل أو 21 ربيع الأنوار أو يوم 21 \ 3 (اليوم الحادي والعُشرون من الشهر الثالث) هو اليوم الثمانون من أيَّام السنة (أو الحادي والثمانون لو كان شهر صفر مُتممًا لليوم الثلاثين) وفق التقويم الهجري القمري (العربي). يبقى بعده 274 أو 275 يومًا لانتهاء السنة.

## أحداث
- 580 هـ - الجيش الموحديّ بقيادة الخليفة أبي يعقوب يوسف يفك الحصار عن مدينة «شفترين» الأندلسية التي وقعت في قبضة النصارى بعد أن فشل الموحدون في اقتحام أسوار المدينة.
- 923 هـ - إعدام السلطان طومان باي آخر سلاطين الدولة المملوكية، وكان ذلك إيذانًا بانتهاء العصر المملوكي، وبداية تبعية مصر للدولة العثمانية.
- 1033 هـ - الصفويون في إيران يدخلون بغداد ويسيطرون عليها من الدولة العثمانية بعد 3 أشهر من الحصار، واستمرت سيطرة الصفويين على بغداد 15 عامًا.
- 1214 هـ - نابليون بونابرت يغادر مصر من الإسكندرية عائدًا إلى فرنسا.
- 1220 هـ - تنصيب محمد علي باشا بصفة رسمية واليًا على مصر، بعد ثورة الشعب والعلماء ضد الوالي السابق خورشيد باشا.
- 1322 هـ - مُبايعة الإمام يحيى حميد الدين، الإمام الخامس والستين لإمامة اليمن، وقدوم عبد الله باشا إلى اليمن واليًا عليه من الدولة العثمانية.
- 1367 هـ - تأسيس ماليزيا الاتحادية من اتحاد تسع ممالك كانت خاضعة للاحتلال البريطاني.
- 1372 هـ - الاضطرابات تعم الدار البيضاء بسبب مقتل مؤسس الاتحاد العام التونسي للشغل فرحات حشاد.
- 1375 هـ - الملك محمد الخامس ملك المغرب وفرنسا يصدران تصريح «سان كلو» الذي يعترف باستقلال المغرب.
- 1376 هـ - عقد اتفاق بين كل من مصر وسوريا والأردن، ينص على جعل جيوش الدول الثلاث تحت قيادة موحدة يقوم بها ضابط مصري برتبة لواء.
- 1377 هـ - تأسيس نادي الهلال السعودي رسمياً.
- 1383 هـ - إشهار نادي القادسية الكويتي رسميًا.
- 1401 هـ - مصر تستعيد سيناء والعريش إلى سيادتها بعد أن كانو تحت السيطرة الإسرائيلية.
- 1425 هـ - مقتل 16 شخص في اشتباكات بين القوات الأمريكية وجيش المهدي في بغداد.
- 1431 هـ - وقوع أعمال شغب واشتباكات في مدينة جوس بنيجيريا بين المسلمين والمسيحيين أسفرت عن مصرع 992 شخص.
- 1435 هـ - انطلاق مؤتمر جنيف 2 في مدينة مونترو السويسرية، ضمن جهود حل الأزمة السورية.
- 1436 هـ - فيلم صبا يفوز بثلاث جوائز غولدن غلوب في حفل توزيع جوائز الغولدن غلوب الثاني والسبعين.
- 1439 هـ - رئيس الوزراء العراقي حيدر العبادي يعلن انتهاء الحرب على داعش في العراق وتحرير كافة الأراضي العِراقية.
- 1445 هـ - وقوع هجوم بطائرة مسيرة على الكلية الحربية بحمص استهدف حفلاً لتخريج طلاب ضباط، مما أدى لمقتل حوالي 90 شخصًا، وإصابة حوالي 280 آخرين عدد كبير منهم من المدنيين ذوي الطلاب، والحكومة السورية تعلن الحداد العام.

## مواليد
- 1000 هـ - شهاب الدين شاهجهان، أحد حكام الهند وباني الضريح الشهير تاج محل.
- 1304 هـ - نبوية موسى، رائدة حركة تعليم الفتيات في مصر.
- 1337 هـ - محمد أنور السادات، رئيس مصر الثالث.
- 1358 هـ - ثريا إبراهيم، ممثلة مصرية.
- 1360 هـ - سعيد طرابيك، ممثل مصري.
- 1368 هـ - صفية العمري، ممثلة مصرية.
- 1372 هـ - عباس النوري، ممثل سوري.

## وفيات
- 923 هـ - طومان باي، آخر سلاطين الدولة المملوكية.
- 1322 هـ - محمد بن يحيى حميد الدين، إمام اليمن.
- 1353 هـ - أحمد زكي باشا، من رواد إحياء التراث العربي الإسلامي بمصر.
- 1390 هـ - عبد الخالق الطريس، من أعلام الحركة الوطنية في المغرب.
- 1433 هـ - محمد العماري، عسكري جزائري.

## وصلات خارجية
- موقع قصة الإسلام: حدث في شهر ربيع الأوَّل.